# The Amazing Mrs. Holliday
The Amazing Mrs. Holliday (bra: Sempre Tua) é um filme norte-americano de 1943, do gênero comédia dramática, dirigido por Bruce Manning e estrelado por Deanna Durbin e Edmond O'Brien.
The Amazing Mrs. Holliday é o primeiro filme de Deanna Durbin desde 1941 e foi planejado para ser seu primeiro trabalho dramático. Dirigido, em sua maior parte, por Jean Renoir, o filme acabou sendo creditado ao produtor Bruce Manning, depois que a Universal Pictures adicionou canções e regravou cenas. Desse modo, o projeto ficou descaracterizado e os planos de um papel sério para a atriz foram adiados até Christmas Holiday, realizado no ano seguinte.
A trilha sonora foi indicada ao Oscar.

## Sinopse
Ruth Kirke Holliday, missionária idealista, planeja contrabandear para os Estados Unidos nove crianças chinesas, órfãs de guerra. Em alto mar, o navio que as transporta é torpedeado, mas todas são resgatadas. Porém, para conseguir entrar no país, Ruth precisa contar com a ajuda do comissário de bordo Timothy Blake, que confirma ser ela a esposa do Comodoro Thomas Holliday, o rico -- e desaparecido -- proprietário do navio. Assim, ela e os órfãos ocupam a mansão dos Holliday e tudo vai bem até ela se apaixonar por Tom Holliday, filho de seu pretenso marido. Para piorar, o próprio comodoro reaparece, vivinho da silva...

## Prêmios e indicações
| Prêmio     | Categoria                               | Recipiente                    | Resultado |
| ---------- | --------------------------------------- | ----------------------------- | --------- |
| Oscar 1944 | Melhor trilha sonora - drama ou comédia | Frank Skinner, Hans J. Salter | Indicado  |

## Elenco
| Ator/Atriz         | Personagem              |
| ------------------ | ----------------------- |
| Deanna Durbin      | Ruth Kirke Holliday     |
| Edmond O'Brien     | Tom Holliday            |
| Barry Fitzgerald   | Timothy Blake           |
| Arthur Treacher    | Henderson               |
| Harry Davenport    | Thomas Spencer Holliday |
| Grant Mitchell     | Edgar Holliday          |
| Frieda Inescort    | Karen Holliday          |
| Elisabeth Risdon   | Louise Holliday         |
| Jonathan Hale      | Ferguson                |
| Esther Dale        | Lucy                    |
| Gus Schilling      | Jeff Adams              |
| John F. Hamilton   | Doutor Kirke            |
| Christopher Severn | Órfão                   |
| Yvonne Severn      | Órfã                    |
| Vido Rich          | Órfão                   |